# 603
603 (DCIII) je bilo navadno leto, ki se je po julijanskem koledarju začelo na torek.

## Dogodki
- Langobardi sprejmejo rimsko krščanstvo.

## Rojstva
- Dagobert I., kralj Frankov  († 639)